# Outgroup
Nella cladistica, un outgroup è un gruppo monofiletico di organismi utile come riferimento nella determinazione di relazioni evoluzionarie tra altri gruppi monofiletici.

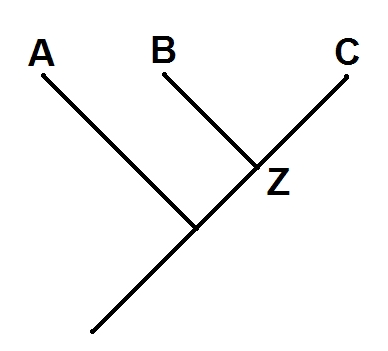
esempio di cladogramma

Il concetto di outgroup si può estendere anche all'evoluzione di geni e proteine. Si suppone che un outgroup (A), per essere tale, sia abbastanza strettamente imparentato con gli altri gruppi (B e C), ma meno strettamente di quanto non lo siano gli altri gruppi (B e C) tra di loro. Dal punto di vista evoluzionistico l'outgroup, che sia una specie, un gene o una proteina, si è differenziato in tempi più antichi rispetto agli altri gruppi.
Alcuni esempi di specie animali:
- (A) i gorilla, (B) gli scimpanzé, (C) gli uomini.
- (A) i monotremi, (B) i marsupiali, (C) i mammiferi placentati.
- (A) gli elasmobranchii, (B) gli attinopterigi, (C) i tetrapodi.
- (A) i molluschi, (B) gli echinodermi, (C) i cordati.

Alcuni esempi di geni/proteine:
- (A) la mioglobina, (B) la subunità alfa dell'emoglobina, (C) la subunità beta dell'emoglobina.
- (A) la vasopressina, (B) l'ossitocina, (C) la mesotocina.

Un'analisi genica che è possibile svolgere grazie ad un outgroup è il relative rate test: lo scopo di questa ricerca è determinare se il tasso di sostituzione nucleotidica, cioè la velocità con cui una mutazione compare e viene fissata in una popolazione, è costante nelle due differenti linee evolutive che dall'antenato comune (Z) hanno portato a (B) e (C). Una variazione di questo tasso, per mutazioni considerate neutrali, è sintomo di cambiamenti nei fattori evolutivi: come ad esempio la perdita di funzione o l'evoluzione adattativa. Questi effetti sono misurabili confrontando il numero di sostituzioni tra (A) e (B) e tra (A) e (C), se questi due valori sono simili o uguali il tasso di sostituzione nucleotidica è invariato nelle due linee evolutive, se differiscono significativamente è probabile che il tasso abbia subito un'alterazione in una delle due linee.